# Universum Film GmbH
「Universum Film GmbH」，簡稱UFG。德國一家品牌授權公司，是娛樂市場的影視、動畫、電影、戲劇、紀錄片的代理發行商。總部設立在德國巴伐利亞州慕尼黑。Universum Film於1977年成立，1979年負責家庭錄影帶方面的業務，1987年改名為「Universum Film GmbH」，至2011年為止，公司已經成立三十三年。
Universum Film GmbH公司除了授權，也開拍電影和節目，代理電影、戲劇、動畫，電影院放映，DVD和藍光市場的代理發行，不斷擴展多元娛樂的業務。2007年Universum Film GmbH已經處於德國娛樂市場的龍頭地位，兒童電視節目製作從DVD和市場額份佔了16%，電影方面佔了市場額份的20%。
代理著名的電影有盧·貝松的美國動作電影《玩命快遞》第１～３部、李安執導的《斷背山》、盧·貝松執導的《第五元素》等作品。公司除了製作動畫與真人節目以及紀錄片，業務也包含了院線影片，以及在其他媒體公司授權之下製作的節目，透過家庭影片通路、戲院、廣播，進行包含全球各地的網際網路和無線影片銷售。
Universum Film GmbH除了發展節目和電影方面的業務以外，2003年後開始引進日本動畫在德國影視市場的販售權。齊下代理的動畫多數為德語配音，保留了日本語配音的雙音軌，附上德語字幕。值得一提，公司齊下代理發行的德語配音表現，配音和聲樂水平處理相當高。
2001年奧斯卡金像獎獲得長篇動畫大獎的《千與千尋》以及動畫監督今敏意識流劇場版動畫《千年女優》雙提名奧斯卡獎的緣故，歐洲人見識到日本動畫傑出表現而留下印象，開始促進歐美一部分電影代理商積極引進日本動畫。相較於亞洲地區而言，西歐推廣日本動畫的發展大致是從2002、2003年正式授權的開始。法國和德國是目前日本動漫產業在歐洲進行推廣的重點販售國家其一。
2007年日本電視動畫《精靈守護者》為兒童文學改編，生產國日本得了個冷遇，Universum Film GmbH將其引進至德國代理，由於劇本、作畫、音樂素質之高加上內容適宜親子觀賞，贏得德國動畫迷的回響，使其該作在歐美地區獲得暢銷和口碑的佳績，加助了日本國內一些冷遇的動畫作品尋找海外市場的可能性。
Universum Film Gmb除了代理日本七十年代的經典卡通著稱，例如世界古典兒童文學所改編的《木偶奇遇記》等作品，當中獲得授權發行的作品以吉卜力劇場版系列和《新世紀福音戰士》系列最廣為人知，在德國，Universum Film等於是吉卜力或說宮崎駿電影在德語地區的品牌代名詞。

## 日本動畫代理發行
（括號為德語譯名）

### 吉卜力系列
(到風之谷為止還不能歸類於吉卜力的作品，僅是吉卜力工作人員參與。)
- 1972: 熊貓家族 (Die Abenteuer des kleinen Panda) 2010年11月19日發行
- 1984: 風之谷 (Nausicaa aus dem Tal der Winde) 2005年9月5日
- 1986: 天空之城 (Das Schloss im Himmel) 2006年2月27日發行
- 1988: 龍貓 (Mein Nachbar Totoro) 2007年10月15日發行
- 1989: 魔女宅急便 (Kikis kleiner Lieferservice) 2005年11月14日發行
- 1991: 兒時的點點滴滴 (Tränen der Erinnerung) 2006年6月6日發行
- 1992: 紅豬 (Porco Rosso) 2006年9月18日發行
- 1993: 海潮之聲 (Flüstern des Meeres) 2009年10月9日發行
- 1994: 平成狸合戰 (Pom Poko) 2007年6月11日發行
- 1995: 心之谷 (Stimme des Herzens – Whisper of the Heart) 2007年11月26日發行
- 1997: 魔法公主/幽靈公主 (Prinzessin Mononoke) 2003年11月3日發行
- 1999: 隔壁的山田君 (Meine Nachbarn die Yamadas) 2008年6月2日發行
- 2001: 千與千尋/神隱少女 (Chihiros Reise ins Zauberland) 2003年11月4日發行
- 2002: 貓的報恩 (Das Königreich der Katzen) 2007年4月10日發行
- 2004: 霍爾的移動城堡 (Das wandelnde Schloss) 2006年2月27日發行
- 2006: 地海戰記 (Die Chroniken von Erdsee) 2008年4月7日發行
- 2008: 崖上的波妞 (Ponyo – Das große Abenteuer am Meer) 2011年3月18日發行
- 2010: 借物少女艾莉緹 (Arrietty - Die wundersame Welt der Borger) 2011年10月7日發行
- 2011: 來自紅花坂 (From Up On Poppy Hill) 2013年11月21日發行
- 2013: 風起 (THE WIND RISES)  2014年7月17日發行
- 2013: 輝耀姬物語 (The Tale of The Princess Kaguya)  2014年11月20日發行
- 2014: 回憶中的瑪妮 (When Marnie Was There)  2015年11月12日發行

### 劇場版動畫
- 2001: 千年女優 (Millennium Actress) 2006年8月7日發行
- 2004: 蘋果核戰 (Appleseed) 2005年12月5日發行
- 2004: 攻殼機動隊2 INNOCENCE (Ghost in the Shell 2 - Innocence) 2006年4月17日發行
- 2004: 火影忍者 (Naruto - The Movie - Geheimmission im Land des ewigen Schnees) 2010年10月15日發行
- 2003: 神奇寶貝劇場版：七夜的許願星 基拉祈 (Pokémon 6 - Jirachi Wishmaker. Der Film) 2007年5月14日發行
- 2004: 神奇寶貝劇場版：裂空的訪問者 代歐奇希斯 (Pokémon 7 - Destiny Deoxys. Der Film)2007年9月3日發行
- 2006: 銀髮阿基德 (Origin - Spirits of the Past) 2007年5月21日發行
- 2007: 福音戰士新劇場版：序 (Evangelion:1.01 – You are (not) alone) 2008年10月20日發行
- 2008: 空中殺手 (The Sky Crawlers) 2010年11月12日發行
- 2009: 爆炸頭武士：RESURRECTION (Afro Samurai - Resurrection)
- 2009: 新子與千年魔法 (Das Mädchen mit dem Zauberhaar) 2010年8月20日發行
- 2009: 福音戰士新劇場版：破 (Evangelion:2.22 – You can (not) advance) 2010年9月17日發行
- 2009: 新子與千年魔法 (Das Mädchen mit dem Zauberhaar) 2010年8月20日發行
- 2009: 東之伊甸 劇場版I The King of Eden (Eden of the East - Der König von Eden) 2011年6月24日發行
- 2010: 東之伊甸 劇場版II Paradise Lost (Eden of the East - Das verlorene Paradies) 2011年9月23日發行
- 2010: 殼中少女 (Mardock Scramble) 2011年12月2日發行
- 2010: 歡迎來到宇宙劇場 (Welcome to THE SPACE SHOW)  2011年10月28日發行
- 2012: 福音戰士新劇場版：Q (Evangelion Shin Gekijouban: Q)  2013年12月13日發行
- 2012: 009 RE:CYBORG (009 RE:CYBORG)  2014年7月11日發行
- 2012: 給小桃的信 (ももへの手紙)  2014年9月5日發行
- 2013: 獵天使魔女：血色命運 (Bayonetta - Bloody Fate)  2014年11月28日發行
- 2014: 喬凡尼的島 (ジョバンニの島)  2015年2月20日發行
- 2016: 怪物的孩子 (Der Junge und das Biest )  2016年7月29日發行

### 電視版動畫
- 1974: 世界經典卡通 - 北海小英雄 (Wickie und die starken Männer)
- 1975: 世界經典卡通 - 天方夜譚 (Sindbad - Die Original Zeichentrick-Serie)
- 1976: 世界經典卡通 - 木偶奇遇記 (Pinocchio - Die Original Zeichentrick-Serie) 2007年8月27日發行
- 1980: 世界經典卡通 - 騎鵝歷險記 (Nils Holgerson) 2007年8月27日發行
- 1986: 足球小將翼 (Super Kickers 2006) 2006年6月26日發行
- 1995: 新世紀福音戰士 (Neon Genesis Evangelion) 2004年12月6日發行
- 1998: 影技 (Shadow Skill) 2007年1月29日發行
- 2001: 最終幻想：無限 (Final Fantasy: Unlimited)
- 2002: 驚爆危機 (Full Metal Panic!)
- 2003: 驚爆危機？校園篇 (Full Metal Panic? Fumoffu)
- 2003: 奇諾之旅 (Kino's Journey)
- 2006: 惡魔獵人 (Devil May Cry) 2008年2月4日發行
- 2007: 爆炸頭武士 (Afro Samurai)
- 2007: 精靈守護者 (Guardian of the Spirit) 2008年3月17日發行
- 2009: 迦南 (Canaan) 2010年4月2日發行
- 2009: 東之伊甸 (Eden of the East) 2011年2月25日發行
- 2009: 東京地震8.0 (Tokyo Magnitude 8.0) 2011年10月14日發行
- 2010: Angel Beats! (Angel Beats!) 2011年12月16日發行
- 2015: 東京殘響 (Terror in Resonance) 2015年5月29日發行
- 2015: 全部成為F (The Perfect Insider) 2015年10月8日發行

## 歐美電影代理發行
（括號為德語譯名）
- 2001: 人魔 (Hannibal)
- 2002: 非常人販 又譯 玩命快遞 (The Transporter)
- 2004: 警探笑翻天 (Der WiXXer)
- 2004: 夢幻飛船之驚奇號（第一部） ((T)Raumschiff Surprise – Periode 1)
- 2005: 斷背山　(Brokeback Mountain)
- 2005: 殘骸密碼 (Das Imperium der Wölfe)
- 2005: 非常人販2 又譯 玩命快遞2 (Transporter – The Mission)
- 2006: 火線交錯　(Babel)
- 2006: 羊男的迷宮 (Pans Labyrinth)
- 2006: 怒火攻心 又譯 快克殺手 (Crank)
- 2007: 迷霧驚魂 (Der Nebel)
- 2007: 新警探 (Neues vom Wixxer)
- 2007: 附註：我愛你 (P.S. Ich liebe dich)
- 2007: 刑房：死亡證據　(Death Proof – Todsicher)
- 2007: 我們的地球 (Unsere Erde) 紀錄片
- 2007: 維京海盜 又譯 高盧英雄之北歐海盜 (Asterix und die Wikinger)
- 2008: 殺手沒有假期　(Brügge sehen… und sterben?)
- 2008: 即刻毀滅 (Burn After Reading – Wer verbrennt sich hier die Finger?)
- 2008: 無憂無慮 (Happy-Go-Lucky)
- 2009: 海洋 (Unsere Ozeane) 紀錄片
- 2010: 阿黛拉的非凡冒險 (Adèle und das Geheimnis des Pharaos)
- 2011: 魔女神兵 (Season of the Witch)
- 2011: 亞瑟的奇幻王國3：跨界對決 (Arthur und die Minimoys 3)

## 相關連結
- Universum Film GmbH 官方網頁 （页面存档备份，存于）
- Universum Anime 官方網頁